# Command & Conquer 4: Tiberian Twilight
Command & Conquer 4: Tiberian Twilight é um jogo da série Command & Conquer. Criado por EA Los Angeles (serie original Westwood studios).

## Sinopse
A história do Command & Conquer 4: Tiberian Twilight se passa quinze anos após o Command & Conquer 3: Tiberium Wars, quando só faltam mais seis anos para a humanidade ser extinta pelo tiberium, ambos os lados se veem apenas com duas coisas em comum: tentar se livrar do tiberium e batalhar pelo controle do que restou da humanidade e de áreas habitáveis no mundo.
Já no prólogo do jogo, percebe-se a devastação causada pelo tiberium nas últimas áreas habitáveis do mundo, o jogo começa em Manchester no ano de 2062, onde um V35 OX é escoltado por 2 orcas atravessando as ruínas da cidade até o centro de comando da GDI, depois do pouso, dois guardas da GDI escoltam um homem encapuzado até a sala do conselho da GDI. As portas se fecham e ele retira o capuz: "é Kane", e diz que tem uma proposta, um artefato alienígena onde estão todos os conhecimentos sobre o tiberium, nomeado de Tacitus.
A guerra começa quinze anos após o prólogo onde GDI e a Irmandade de NOD se juntam e criam a Tiberium Control Network, que recolhe todo tiberium da superfície e o recoloca no subterrâneo, livrando assim, a superfície do planeta dos cristais de tiberium. Mas essa aliança não dura muito pois ambos os lados não se entendem e voltam a guerrear em uma batalha que encerrara o destino da saga de tiberium. Finalmente os fãs descobrirão qual é o plano de Kane e como terminará o universo de tiberium.